# DIN 31635
Die DIN-Norm DIN 31635 (Umschrift des arabischen Alphabets für die Sprachen Arabisch, Osmanisch-Türkisch, Persisch, Kurdisch, Urdu und Paschto) ist eine Norm für die Transliteration (buchstabengetreue Umschrift) der arabischen in die lateinische Schrift. Bezüglich Arabisch und Persisch beruht sie auf der Umschrift der Deutschen Morgenländischen Gesellschaft (DMG) von Carl Brockelmann und Hans Wehr. Sie wurde 1935 auf dem Internationalen Orientalistenkongress in Rom angenommen.

## Tabelle DIN 31635
| arab.     | ا / أ      | ﺏ | ﺕ | ﺙ    | ﺝ      | ﺡ    | ﺥ    | ﺩ | ﺫ    | ﺭ | ﺯ | ﺱ | ﺵ    | ﺹ    | ﺽ    | ﻁ    | ﻅ     | ﻉ    | ﻍ    | ﻑ | ﻕ | ﻙ | ﻝ | ﻡ | ﻥ | ه | ﻭ    | ﻱ    |
| Umschrift | ʾ/ā        | b | t | ṯ    | ǧ      | ḥ    | ḫ    | d | ḏ    | r | z | s | š    | ṣ    | ḍ    | ṭ    | ẓ     | ʿ    | ġ    | f | q | k | l | m | n | h | w/ū  | y/ī  |
| Code      | 02BE, 0101 |   |   | 1E6F | 01E7   | 1E25 | 1E2B |   | 1E0F |   |   |   | 0161 | 1E63 | 1E0D | 1E6D | 1E93  | 02BF | 0121 |   |   |   |   |   |   |   | 016B | 012B |
| IPA       | ʔ/aː       | b | t | θ    | dʒ/ɡ/ʒ | ħ    | x    | d | ð    | r | z | s | ʃ    | sˁ   | dˁ   | tˁ   | ðˁ/zˤ | ʕ    | ɣ    | f | q | k | l | m | n | h | w/uː | j/iː |

Das diakritische Zeichen „ˁ“ bei den vier emphatischen Konsonanten bezeichnet eine Pharyngalisierung.
Die Vokalzeichen (ḥarakāt) fatḥa, kasra und ḍamma werden als a, i, u transkribiert. Eine šadda ergibt eine Geminate (doppelter Konsonant), außer beim arabischen Artikel, der mit Sonnenbuchstabenassimilation geschrieben wird: aš-šams.
Ein Alif, das /aː/ gelesen wird, wird als ā transkribiert. Tāʾ marbūṭa (ﺓ) am Wortende als -a bzw. -at. ʾAlif maqṣūra (ﻯ) erscheint als ā, so dass es nicht mehr vom alif unterscheidbar ist. Die Langvokale [iː] und [uː] werden als ī und ū umschrieben. Das Nisba-Suffix wird -ī bzw. -īy- vor weiteren Suffixen wie der Femininendung transliteriert; die Nunation entfällt in der Transliteration, außer bei -an (اً). Ein Bindestrich wird verwendet, um morphologische Elemente zu trennen, insbesondere den Artikel (al-), Konjunktionen (wa-, fa-) und Präpositionen (bi-, li-, ka-).
Die indisch-arabischen Ziffern ٩ ٨ ٧ ٦ ٥ ٤ ٣ ٢ ١ ٠ werden in der Darstellung 0, 1, 2, 3, 4, 5, 6, 7, 8, 9 wiedergegeben.